# Elisa Maria Bonaparte
Elisa Maria Bonaparte (13. januar 1777 – 7. august 1820) var søster til Napoleon Bonaparte. Hun blev født i Ajaccio på Korsika. 
Hun blev gift med Felice Pasquale Bacciocchi, som hun fik fire børn med. 
Den 19. marts 1805 blev parret tildelt fyrstendømmet Lucca og Piombino. Hun blev separeret fra Felice Pasquale Bacciocchi og blev herefter i 1809 udnævnt til storhertuginde af Toscana, en titel som hun beholdt til 1814. 
| Biografi | Spire Denne biografi er en spire som bør udbygges. Du er velkommen til at hjælpe Wikipedia ved at udvide den. |

- Wikimedia Commons har flere filer relateret til Elisa Maria Bonaparte